# 87142 Delsanti
87142 Delsanti este o planetă minoră (asteroid), cu un diametru de 8,908 km, din centura de asteroizi. A fost descoperită pe 5 iulie 2000 la Stația Anderson Mesa de Lowell Observatory Near-Earth-Object Search și a fost numită după Audrey Delsanti⁠(d). 
Obiectul prezintă o orbită caracterizată de o semiaxă mare de 2,7239360673257 UAi, o excentricitate de 0,26174655883283, o înclinație de 18,176063078428 ° în raport cu ecliptica.